# Els Van Weert
Els Van Weert (Lier, 27 februari 1968) is een voormalig Belgische politica van de partij Groen en vroeger voor Volksunie en SPIRIT.

## Biografie
Van Weert studeerde in 1991 af als licentiate in de politieke en sociale wetenschappen aan de Katholieke Universiteit Leuven. Daarna was ze van 1991 tot 1992 stafmedewerker bij de Leuvense Overkoepelende Kring Organisatie, de studentenkoepel van de KU Leuven en in 1992 op interimbasis persoonlijk medewerker van VU-parlementslid Herman Candries. Van 1992 tot 1993 was ze stafmedewerker van het Centrum voor Socioculturele Opleiding Lodewijk Dosfel en nadien van 1995 tot 1999 stafmedewerker bij de studiedienst van de Volksunie.
Van Weert startte haar politieke carrière bij de VU&ID, waar ze lid was van de Toekomstgroep onder leiding van Bert Anciaux. Ze was voor de partij van 1995 tot 1999 woordvoerder en persattaché. In juni 1999 werd ze voor VU&ID lid van de Kamer van volksvertegenwoordigers, waar ze bleef zetelen tot in juli 2004. Ze zetelde in de oppositie. Door toenemende spanningen tussen de conservatieve en progressieve vleugel van de Volksunie viel de partij in 2001 uit elkaar. Ze richtte SPIRIT op samen met Bert Anciaux, dit uit de progressieve vleugel van de Volksunie.
In juni 2002 werd Els Van Weert samen met Geert Lambert interim-voorzitter van Spirit ter vervanging van Annemie Van de Casteele, die terugtrad na interne spanningen over de toekomst van de partij. In oktober 2002 werd zij vervolgens officieel verkozen tot partijvoorzitter. Om de partij van de grond te krijgen ging ze eind 2002 een kartel aan met de sp.a. In juli 2004 volgde Geert Lambert haar op als voorzitter. 
Bij de derde rechtstreekse Vlaamse verkiezingen van 13 juni 2004 werd ze verkozen als Vlaams Parlementslid in de kieskring Antwerpen, waardoor ze ontslag nam als Kamerlid. Ruim een maand later maakte ze de overstap naar de federale regering en legde ze de eed af als staatssecretaris voor Duurzame Ontwikkeling en Sociale Economie. In de federale regering verving ze partijgenoot Bert Anciaux, die Vlaams minister van Cultuur werd. Ze bekleedde deze functie tot eind 2007. Als Vlaams volksvertegenwoordiger werd ze opgevolgd door Robert Voorhamme.
Aansluitend keerde ze terug naar het Vlaams Parlement. Nadat het kartel met de sp.a-SPIRIT in 2008 verbroken werd, zetelde ze in 2009 als onafhankelijke in de Vlaamse assemblee, samen met anderen van Spirit/VlaamsProgressieven. Ze bleef Vlaams volksvertegenwoordiger tot juni 2009. Op het einde van dat jaar 2009 ging de SLP (sociaal-liberale partij) op in Groen!. Van Weert steunde de overstap, maar werd toch geen Groen!-lid. Ze verliet de nationale politiek en was enkel nog schepen van Cultuur, Onderwijs, Wijkwerking, Evenementen, Duurzame ontwikkeling en Ontwikkelingssamenwerking in thuisstad Lier, een functie die ze van 2007 tot 2012 uitoefende. Dit was ze onder de vlag van 'Lier Leeft'. In 2006 was ze in Lier tot gemeenteraadslid verkozen. Voordien was Van Weert actief in de lokale politiek van Nijlen, waar ze van 2001 tot 2004 in de gemeenteraad zetelde.
In 2011 stapte ze ook over naar Groen!. Bij de lokale verkiezingen in 2012 was Van Weert lijsttrekker voor het Lierse sp.a-Groen-kartel. Er werd echter een bestuur gevormd zonder hen en Van Weert belandde in de oppositie.
Begin 2010 werd zij deeltijds docent juridische vakken en nadien van 2013 tot 2016 deeltijds docent organisatie van de gezondheidszorg aan de Hogeschool Thomas More Campus Lier. Bij de start van academiejaar 2015-2016 werd ze regiodirecteur Kempen van Thomas More. Om deze functie naar behoren te kunnen vervullen stapte ze in januari 2016 uit de Lierse gemeenteraad en daarmee uit de politiek.
In oktober 2020 stapte ze opnieuw in de politiek, zij het achter de schermen: ze werd directeur algemeen beleid op het kabinet van minister Petra De Sutter, toen vicepremier. Ze stapte daarom op als regiodirecteur bij Thomas More. Vanwege gezondheidsredenen nam Van Weert in april 2021 echter al ontslag uit deze functie. Na een sabbatperiode ging Van Weert weer aan de slag bij de Thomas More Hogeschool, waar ze sinds september 2022 welzijnsdirecteur is.